# Тамразов, Промарз Меликович
Промарз Меликович Тамразов (17 июня 1933, Киев — 11 февраля 2012) — советский украинский математик ассирийского происхождения; доктор физико-математических наук, профессор, член-корреспондент Национальной Академии наук Украины (2006).

## Биография
Родился 17 июня 1933 года в Киеве. Во время Великой Отечественной войны вместе с матерью, братьями и прадедом оставался в Киеве во время оккупации немецко-фашистскими войсками. В 1942 году семья была насильно отправлена в Германию; по дороге им удалось бежать. До 1944 г. проживали в Бердичеве, затем — в Киеве.
В 1951 году с золотой медалью окончил школу, в 1956 году — с отличием теплотехнический факультет Киевского политехнического института. Работал в Институте использования газа Академии наук Украинской ССР.
В 1958—1961 гг. учился в аспирантуре на кафедре высшей математики Киевского политехнического института (научный руководитель — профессор В. А. Зморович). С 1963 года до конца жизни работал в Институте математики Национальной Академии наук Украины, возглавлял созданную им лабораторию комплексного анализа (с 1983 г.), департамент комплексного анализа и теории потенциала (с 1989 г.).
Одновременно в 1970—1980-е годы преподавал в Киевском политехническом институте.

## Семья
Родители — Мелик Тамразов (1906—1991) и Шушан Тамразова (1907—1982) — выходцы из деревни Масхудава, расположенной примерно в 4 км от города Диза горной провинции Хаккяри (Турция). В 1915 году, оставшись сиротами во время геноцида армян в Турции, бежали из деревни в сторону Ирана, а в 1916 году — в Россию. Мелик Тамразов поселился вблизи грузинского города Ахалкалаки (Грузия); в 1939 году, в период сталинских репрессий, был выслан в Казахстан.
Жена (с 1958 г.) — Жанна Хрисанфовна, архитектор. Дети:
- сын Атур (1962—2006)
- дочь Ляйя (род. 1968).

## Научная деятельность
Первую научную работу выполнил в студенческие годы под руководством профессора С. В. Романенко (отмечена премией Киевского политехнического института).
В 1963 г. защитил кандидатскую, в 1966 г. — докторскую диссертацию («Однолистные функции и конформно-метрическая теория многосвязных областей»).
Основные направления научных исследований — комплексный анализ, геометрические и конструктивные теории функций, потенциал теории. Впервые решил проблему конечных разностей функции на комплексных наборах общего характера (монография «Гладкости и полиномиальные приближения». — Киев, 1975).
Участвовал и выступал с докладами на Международных математических конгрессах в Москве (1966), Ницце (1970), Варшаве (1983), Цюрихе (1994), Берлине (1998), Пекине (2002), читал лекции в различных университетах мира. Был сопредседателем Международной конференции по комплексному анализу и теории потенциала (Стамбул) и Международного конгресса математиков в Мадриде (2006).
Подготовил 4 докторов и 13 кандидатов наук. Автор более 180 научных работ.

## Избранные труды
- Алиев Т. Г., Тамразов П. М. Мероморфные функции в контурнотелесной задаче с учетом нулей и неоднолистности. — Киев: Ин-т математики, 1985. — 15 с. — (Препринт). — 140 экз.
- Навоян В. Х., Тамразов П. М. Модули семейств нестягиваемых петель в «скрученном» полнотории. — [Lodz]: S. n., 1986. — 6 с. — (Bulletin de la soc. des sciences et des lettres de Lodz ; Vol. 36, № 20. Recherches sur les deformations ; № 30).
- Тамразов П. М. Гладкости и полиномиальные приближения. — Киев: Наукова думка, 1975. — 271 с. — 1700 экз.
- Тамразов П. М. Ёмкости конденсаторов и экстремальная задача А. А. Гончара. — Киев: Ин-т математики, 1979. — 10 с. — (Препринт). — 180 экз.
- Тамразов П. М. Конечно-разностные гладкости и полиномиальные приближения. — Киев: Ин-т математики, 1975. — 24 с. — (Препринт). — 200 экз.
- Тамразов П. М. Конечно-разностные тождества и оценки модулей гладкости суперпозиций функций. — Киев: Ин-т математики, 1977. — 20 с. — (Препринт). — 200 экз.
- Тамразов П. М. Контурно-телесные задачи для голоморфных функций и отображений. — Киев: Ин-т математики, 1983. — 50 с. — (Препринт). — 130 экз.
- Тамразов П. М. Контурно-телесные свойства голоморфных функций и отображений. — Киев: Ин-т математики, 1983. — 17 с. — (Препринт). — 130 экз.
- Тамразов П. М. Контурно-телесные теоремы с билогарифмически вогнутыми мажорантами. — Киев: Ин-т математики, 1983. — 18 с. — (Препринт). — 160 экз.
- Тамразов П. М. Локальная контурно-телесная задача для субгармонических функций. — Киев: Ин-т математики, 1984. — 17 с. — (Препринт). — 130 экз.
- Тамразов П. М. Метод экстремальной метрики и конформное изображение : Автореф. дис. … канд. физ.-мат. наук. — Киев, 1963. — 23 с. — 150 экз.
- Тамразов П. М. Методы исследования экстремальных метрик и модулей семейств кривых в скрученном римановом многообразии. — Киев: Ин-т математики, 1988. — 34 с. — (Препринт). — 150 экз.
- Тамразов П. М. Однолистные функции и конформно-метрическая теория многосвязных областей : Автореф. дис. … д-ра физ.-мат. наук. — Киев, 1965. — 22 с.
- Тамразов П. М. Почти субгармонические функции, их аналоги в комплексных пространствах и стирание особенностей. — Киев: Ин-т математики, 1987. — 23 с. — (Препринт). — 150 экз.
- Тамразов П. М. Субгармонические, квазисубгармонические функции и стирание особенностей. — Киев: Ин-т математики, 1986. — 15 с. — (Препринт). — 140 экз.
- Тамразов П. М. Субгармонические функции в контурно-телесной задаче. — Киев: Ин-т математики, 1985. — 24 с. — (Препринт). — 140 экз.
- Тамразов П. М. Экстремальная задача А. А. Гончара о ёмкостях конденсаторов. Метод перемешивания зарядов. — Киев: Ин-т математики, 1980. — 59 с. — (Препринт). — 170 экз.
- Тамразов П. М., Алиев Т. Г. Контурно-телесная задача для мероморфных функций и с учетом нулей и неоднолистности. — Киев: Ин-т математики, 1984. — 15 с. — (Препринт). — 150 экз.
- Тамразов П. М. Полиномиальная проблема Смейла. Smale’s polynomial problem/ П. М. Тамразов // Доп. НАН України. — 2011. — № 12. — С. 24-27. — Бібліогр.: 3 назв. — рос.

См. также Публикации в базе данных Math-Net.Ru. Math-Net.Ru. Дата обращения: 11 ноября 2012.
См.также http://dspace.nbuv.gov.ua/handle/123456789/44167

## Общественная деятельность
В 1990 году создал Ассирийскую ассоциацию Киева «Хаядта», в задачи которой входили создание списка репрессированных в 1937—1939 годах ассирийцев Украины, борьба с ассимиляцией и сохранение национальных традиций. Поддерживал связи с руководителями ассирийских общественных организаций в Германии, США, Швеции и в других странах; выступал на телевидении в США, на радио «Свобода».
В качестве президента Ассирийской ассоциации Украины входил в состав Совета представителей общественных организаций национальных меньшинств Украины; участвовал в разработке законодательства Украины о национальных меньшинствах.
Отстаивал демократический путь развития бывшего СССР и Украины. В 1990-е годы был соучастником первых активных действий национально-патриотического движения «Рух» в Киеве. Поддерживал оранжевую революцию.

## Награды и признание
- медаль «За трудовое отличие» (1986)[3]
- математическая премия им. Крылова (2005)[4].